# 佩雷米利夫
49°15′26″N 25°55′33″E / 49.25722°N 25.92583°E

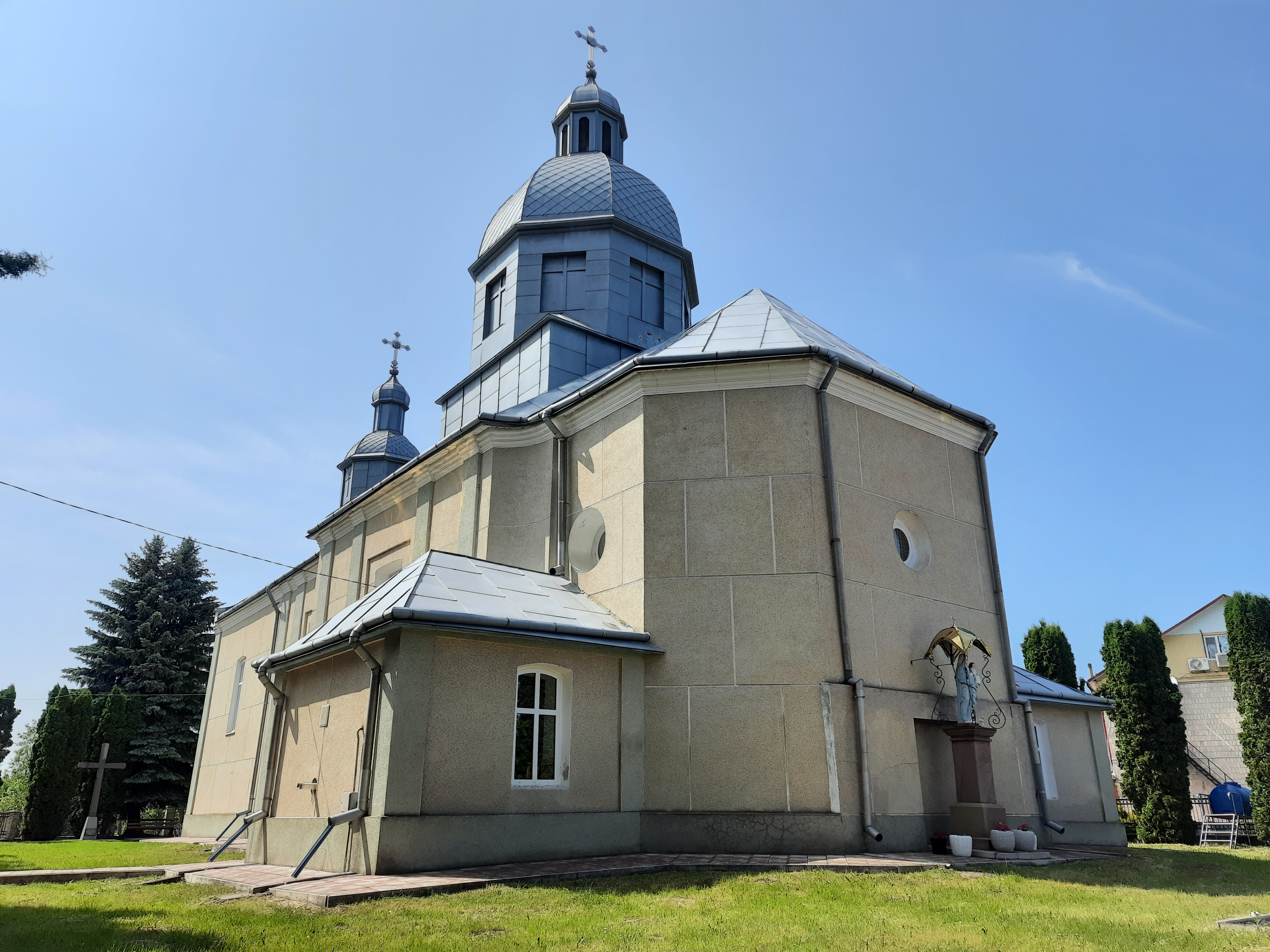
教堂

佩雷米利夫（羅馬化：Peremyliv）是烏克蘭的村落，位於該國西部捷爾諾波爾州，由喬爾特基夫區霍羅斯特基夫市鎮負責管轄，處於斯塔夫河畔，距離韋爾希夫齊0.5公里，始建於1568年，面積2.87平方公里，2001年人口1,202。